# Исчезновение Тары Калико
Тара Ли Калико (англ. Tara Leigh Calico, род. 28 февраля 1969 года) — 19-летняя американка, пропавшая без вести 20 сентября 1988 года в небольшом городке Белен на юго-западе США (~50 км к югу от Альбукерке). Её дело получило широкое освещение в прессе и на телевидении (включая «48 часов» и «Шоу Опры Уинфри»), в том числе и благодаря некоторым необычным обстоятельствам, появившимся в ходе расследования дела.
В июле 2023 года офис шерифа округа Валенсия объявил о прорыве в расследовании этого исчезновения и о том, что у следствия есть убедительная доказательная база для предъявления обвинений определённым лицам, чьи имена будут держаться в тайне до начала суда.

## Суть инцидента
Тара Калико родилась 28 февраля 1969 года, и на момент своего исчезновения была второкурсницей в университете Нью-Мексико. Она получала хорошие оценки в университете, и по окончании учёбы планировала работать психологом или психиатром. Знакомые отзывались о ней как об ответственной, энергичной девушке, которая занималась бегом и велосипедным спортом, а также любила составлять расписания и планировать свой день.
20 сентября 1988 года в 9:30 утра Тара сказала своей матери, Патти Доэл, что она планирует проехать 36 миль на велосипеде по своему обычному маршруту в окрестностях города, и обещала вернуться к полудню. У её велосипеда оказалось спущено колесо, поэтому она решила взять велосипед матери. С собой она взяла только плеер Sony Walkman с кассетой группы Boston. В 12:05 Тары все ещё не было дома, что было необычно для неё, всегда строго следовавшей расписанию. Поэтому мать отправилась на поиски, но не смогла найти её нигде в окрестностях города, после чего обратилась в полицию.
Как выяснилось, Тару в последний раз видели в 11:45 на дороге #47, примерно в двух милях от её дома. За ней следовал грязно-белый пикап Ford модели 1953 года с белым самодельным верхом кузова. До сих пор неизвестно, связан ли этот пикап с её исчезновением, так как сам момент похищения или аварии не видел никто. Согласно свидетелям, Тара не обращала никакого внимания на пикап (возможно, она не слышала его приближения, так как слушала музыку в наушниках). На следующий день в двух милях от дома Тары на обочине дороги была найдена кассета, которую она брала с собой (причем все выглядело так, как будто она выронила кассету, направляясь от своего дома). Вблизи от этого места были замечены следы велосипедных шин. Позже куски плеера Walkman были найдены в 19 милях к востоку от дороги #47. По мнению матери Тары, таким образом она пыталась обозначить направление, в котором её увезли похитители. Велосипед, на котором уехала Тара, так и не был найден.

## Загадочные фотографии
Как обычно и бывает в таких случаях, после публикации сведений об исчезновении Тары Калико нашлось множество «свидетелей», которые якобы видели Тару в самых разных местах, в основном в южной части США. Ни одно из этих свидетельств не было признано полицией заслуживающим внимания, кроме одного.
15 июня 1989 года на пляже в городе Порт-Сент-Джо (Флорида) была замечена молодая девушка, похожая на Тару Калико, в компании нескольких взрослых белых мужчин. Со стороны это выглядело так, будто она подчинялась их приказам, но неизвестно, был ли этот инцидент постановкой, или же её действительно удерживали против её воли. Позднее в тот же день на стоянке возле магазина в том же городе была найдена фотография, на которой были изображены девушка, похожая на замеченную в тот день на пляже, и мальчик примерно 12 лет, лежащие связанными и с заклеенными ртами внутри фургона. Рядом с ними лежала книга «Моя милая Аудрина» Вирджинии Эндрюс — любимая книга Тары Калико. Экспертиза показала, что фотография была сделана на плёнку Polaroid, поступившую в продажу не раньше мая 1989 года. На месте находки фотографии в тот день был припаркован белый фургон Toyota без окон, водителем которого был усатый мужчина средних лет. Найти фургон так и не удалось.

Сравнение внешности Тары Калико (справа) и девушки с фотографии, найденной в 1989 году в Порт-Сент-Джо (слева)

Патти Доэл опознала свою дочь на фотографии (в том числе по шраму на ноге), но некоторое сомнение все же оставалось, так как Таре в то время должно было уже исполниться 20 лет, а девушка на фотографии выглядела только на 15-16. Эксперты Скотланд-Ярда подтвердили правильность опознания, но эксперты ЛАНЛ сочли, что девушка на фотографии — не Тара Калико; экспертиза ФБР не вынесла никакого однозначного заключения. Что до мальчика на фотографии, то он сначала был опознан как 9-летний Майкл Хенли, пропавший без вести 21 апреля 1988 года в горах Зуни, примерно в 75 милях от места исчезновения Тары Калико. Впрочем, и в этом случае сразу возникли сомнения, связанные с возрастом (так как мальчику на фотографии на вид было около 12 лет). Эта версия окончательно отпала в 1990 году, после того как останки Хенли были найдены неподалеку от места его исчезновения (следствие заключило, что он не был похищен, а заблудился и умер от естественных причин). Также при изучении фотографии было замечено, что на обложке книги был написан телефонный номер, часть цифр которого экспертам удалось прочитать. Номер на обложке (с учётом неразборчивых цифр) мог быть одним из 300 номеров, из которых реально существовали только 57. По всем этим номерам была проведена проверка, которая не дала никаких результатов.
Вскоре после этого неподалеку от одной из стройплощадок в Монтесито (Калифорния) была найдена аналогичная фотография, изображающая голову девушки с заклеенным ртом на фоне подушки такого же цвета, что и на фото из Порт-Сент-Джо. Патти Доэл опознала свою дочь и на этом фото, несмотря на его низкое качество. По утверждениям экспертов, оно было сделано на плёнку, поступившую в продажу не раньше июня 1989 года. Позднее ей была предъявлена для опознания ещё одна фотография, изображающая связанную женщину с лицом, закрытым большими тёмными очками, сидящую напротив мужчины в вагоне поезда Amtrak. Фотография была сделана на плёнку, поступившую в продажу не раньше февраля 1990 года. Патти Доэл не смогла определённо сказать, похожа ли женщина на фотографии на её дочь, и сочла фотографию чьим-то розыгрышем. Больше никаких заслуживающих внимания улик по делу обнаружить не удалось, несмотря на все усилия следствия.

## Дополнительные факты
В 2003 году лейтенант полиции МакКракен, который в своё время встречался с Тарой Калико, был обвинён в убийстве своей жены, из-за чего было пересмотрено и дело об исчезновении Калико. Тем не менее, до суда дело так и не дошло, и связи с делом Калико также обнаружить не удалось.
В августе 2009 года полиция Порт-Сент-Джо получила два анонимных письма с фотографией мальчика, на которой область рта была закрашена чёрной краской (а-ля фотографии 1989 года, на которых рты были заклеены чёрной лентой). Удалось выяснить, что письма были отправлены из Альбукерке, но в них не нашлось ни следов ДНК, ни какой-либо другой полезной для следствия информации. В тот же день шериф округа Галф в Порт-Сент-Джо получил звонок от женщины из Калифорнии, которая утверждала, что ей пришло видение, согласно которому Тара Калико покоится где-то в Калифорнии. По мнению шерифа, даже если на фотографии 1989 года изображена не Тара Калико, случай с ней все равно заслуживает рассмотрения, так как в глазах детей на ней читается настоящий, а не наигранный страх.
Через 20 лет после инцидента шериф округа Валенсия решил озвучить свою версию случившегося. Согласно ему, двое подростков преследовали Тару на пикапе и случайно сбили её, после чего с помощью ещё двух человек спрятали её тело. Он утверждал, что может назвать и имена участников преступления, но не будет делать этого, пока не будет найдено тело Тары. Джон Доэл, отчим Тары (Патти Доэл умерла в 2006 году, отец Тары — в 2002) резко раскритиковал эти заявления, сказав, что шериф либо должен найти серьёзные доказательства вины и затем уже выступать с обвинениями, либо ничего не заявлять вообще.
На данный момент дело остаётся открытым. Следствие уже не рассматривает возможность наличия связи между исчезновением Тары и фотографиями, найденными в 1989 года, и не произвело никаких арестов по делу за все время расследования. Обстоятельства исчезновения остаются невыясненными.